# 브로마이드

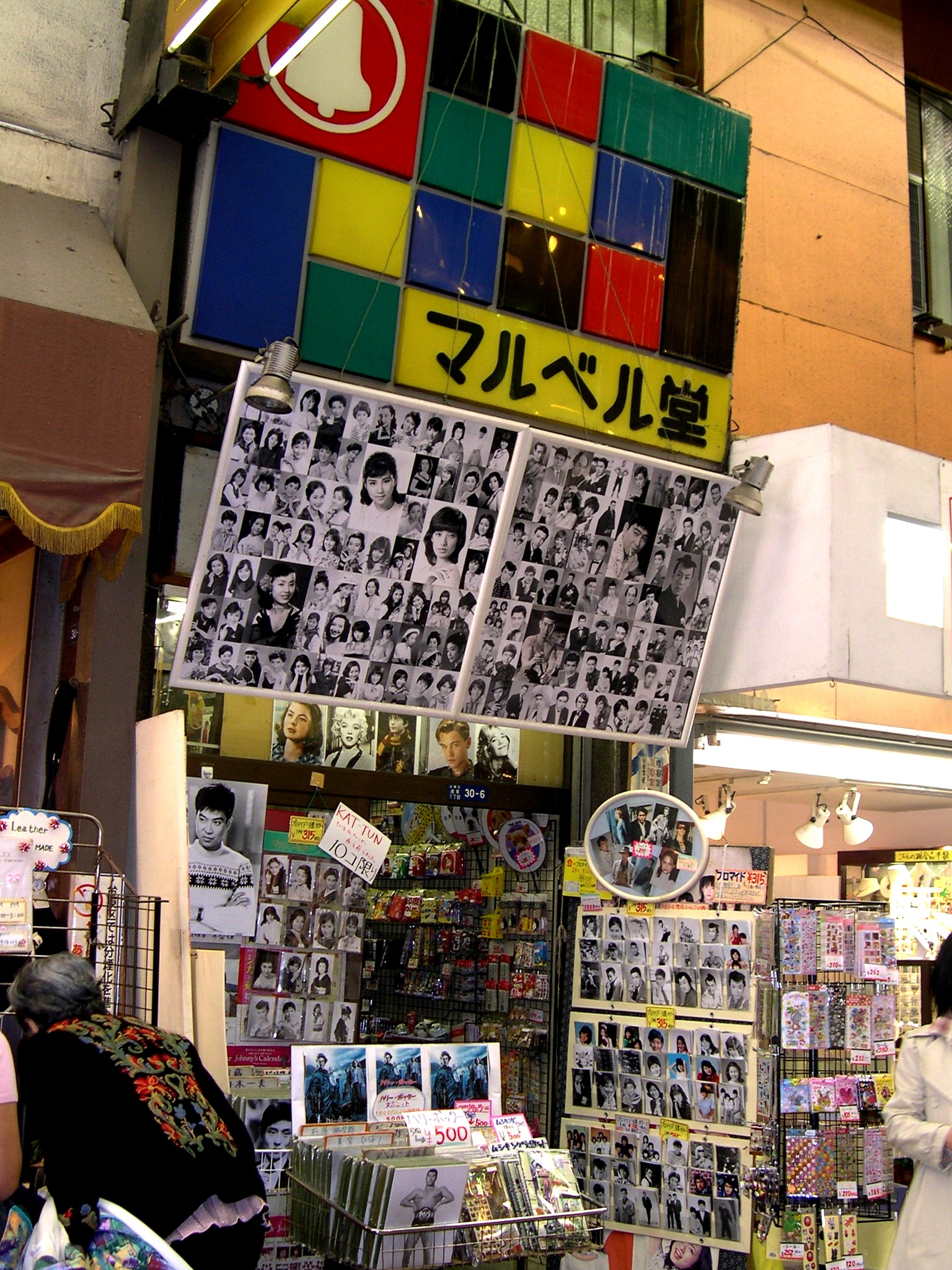

브로마이드(Bromide), 또는 벽붙이사진은 취화은(브로민화은, silver bromide)을 감광제로 사용한 사진용 인화지에 연예인, 가수 등이 그려져 있는 대형 사진이다.

## 일본
게이샤, 가수, 무대와 영화 배우, 스포츠 스타 등 유명인의 상업 사진 초상화 카테고리이다. "브로마이드" 또는 "프로마이드"(promide)라는 용어는 실제로 사진에 브로마이드 종이를 사용했는지 여부에 관계없이 사용된다.
1921년 마루벨 컴퍼니는 프로마이드(プロマイド)라는 이름으로 유명인의 사진 마케팅을 시작했다. 그 중 첫 번째는 영화배우 쿠리시마 스미코의 초상화였다. 마루벨은 인화지를 "브로마이드"로, 완성된 사진을 "프로마이드"로 판매했다. 이 두 단어는 결국 동의어가 되었고, 1940년대 중반부터 1980년대 후반까지 '브로마이드' 판매량이 일본 아이돌의 인기를 측정하는 데 사용되었다. '남자 가수', '여자 가수', '배우', '여배우' 카테고리별로 월별 판매량 기록이 공개됐다. 브로마이드는 오늘날까지도 아이돌 업계에서 인기 상품으로 남아 있다.
유명인의 사진을 지칭하기 위해 "브로마이드"라는 용어를 사용하는 것은 일본 대중 의식의 일부로 남아 있으며, 고지엔 사전 및 NHK 방송 용어집과 같은 참고서에서는 이 용어를 그렇게 인식하고 있다. "프로마이드"는 마루벨 컴퍼니의 브로마이드를 지칭하는 데에만 사용된다.

## 한국
이 용어는 케이팝 잡지의 이름으로 한국 문화에서 활발하게 사용된다. 예를 들어 이베이에서 케이팝 상품 판매자가 사용하는 용어에 따르면 "브로마이드"는 라미네이팅 커버 또는 광택 마감 처리된 카드 용지에 유명인의 대형 사진 또는 미니 포스터를 의미한다.